# ۷۹۲ (قمری)
۷۹۲ (قمری)، هفتصد و نود و دومین سال در گاهشماری هجری قمری است. اول محرم این سال برابر با «۲۸ دسامبر ۱۳۸۹» میلادی و «۸ دی ۷۶۸» هجری شمسی است.

## درگذشتگان
- حافظ